# Ранжел, Бруно
Бруно Ранжел Домингес (порт. Bruno Rangel Domingues; 11 декабря 1981, Кампус-дус-Гойтаказис — 28 ноября 2016, Серро-Гордо, Ла-Уньон, Антьокия, Колумбия) — бразильский футболист, выступавший на позиции нападающего. Погиб в авиакатастрофе BAe 146 под Медельином, считался главной звездой клуба.

## Биография
Начинал свою взрослую карьеру в небольших клубах, выступавших в Серии С или на региональном уровне, в том числе играл за команды своего родного города — «Гойтаказ» и «Американо». В 2010 году, выступая в составе «Пайсанду», стал лучшим бомбардиром Серии С, а на следующий год в составе «Жоинвиля» стал победителем этого турнира. Только в возрасте 31 год футболист впервые сыграл в Серии B — в 2012 году в составе «Жоинвиля», однако в том сезоне провёл всего две игры.
В 2013 году Бруно Ранжел присоединился к «Шапекоэнсе», выступавшему в Серии B. Форвард стал лучшим бомбардиром турнира (31 гол в 34 матчах) и помог клубу завоевать повышение в Серию А. По окончании сезона он перешёл в катарский «Аль-Араби», который тренировал бразильский специалист Жилмар Даль Поццо, но уже летом 2014 года вернулся в «Шапекоэнсе». 19 июля 2014 года форвард дебютировал в Серии А в матче против «Сан Паулу», а 30 августа того же года в матче с «Крузейро» забил свой первый гол в Серии А. В 2016 году Ранжел стал чемпионом и лучшим бомбардиром (10 голов) чемпионата штата Катариненсе, причём забил решающий гол во втором финальном матче против «Жоинвиля». Кроме того, в этом сезоне Ранжел стал лучшим бомбардиром клуба в Серии А, также забив 10 голов.
Всего в официальных матчах Бруно Ранжел забил 81 гол за «Шапекоэнсе». Незадолго до своей гибели форвард стал лучшим бомбардиром клуба за всю историю, обойдя по этому показателю Индио, выступавшего в 1970-е годы.
28 ноября 2016 года Бруно Ранжел погиб в авиакатастрофе под Медельином вместе с практически всем составом и тренерским штабом клуба в полном составе, который летел на первый финальный матч ЮАК-2016 с «Атлетико Насьоналем».

## Титулы и достижения
- Чемпион штата Санта-Катарина (1): 2016
- Чемпион штата Пара (1): 2010
- Чемпион Серии C Бразилии (1): 2011
- Лучший бомбардир Лиги Катариненсе (1): 2016 (10 голов)
- Лучший бомбардир Серии B Бразилии (1): 2013 (31 гол)
- Лучший бомбардир Серии C Бразилии (1): 2010 (9 голов)
- Лучший бомбардир в истории «Шапекоэнсе» — 77 голов в официальных турнира и всего 81 забитый гол.
- Обладатель Южноамериканского кубка (1): 2016 (посмертно, по просьбе соперников[6][7])